# Mája Čapková-Oktávcová
Mája Čapková-Oktávcová v matrice Marie Veronika (8. dubna 1888 Chomutov – 1. prosince 1966 Redondo Beach v USA) byla česká unitářská duchovní, překladatelka.

## Životopis
Mája byla prvorozenou dcerou Františka Oktávce z Kasejovic, chomutovského hodináře a zlatníka, a Anny (rozené Laburdové) z Humpolce. Měla celkem sedm sourozenců: Annu (*1890), Františku (*1892), Miladu (*1893), Karla (*1894), Jindřicha (*1896), Františka (*1897) a Josefa (1899–1899).
Mája docházela v Chomutově na soukromou dívčí školu, kterou vedla kongregace sester řádu sv. Kříže.
Roku 1907 se rodina odstěhovala do New Yorku. Mája vystudovala knihovnictví na Kolumbijské univerzitě, prestižní vysoké školy náležící k Ivy League, a pracovala ve Webster Free Library, pobočce Newyorské knihovny, kde vybudovala oddělení se slovanskou literaturou. Tam se seznámila s baptistickým kazatelem Norbertem Čapkem, za kterého se dne 23. 6. 1917 provdala a stala se tak jeho třetí ženou, což obnášelo i fakt, že pak pečovala o jeho devět dětí z předchozích svazků. Z manželství se narodil jejich syn Lubor (1918 Newark – 1994 USA).
Mája Čapková se v USA angažovala v různých ženských spolcích a v aktivitách podporujících československý exil v čele s T. G. Masarykem.
Do ČSR se manželé vrátili roku 1921. Mája se stala první českou neordinovanou unitářskou duchovní. Věnovala se unitářské duchovenské práci, především charitativní, pastorační a osvětové činnosti. Založila Alianci unitářských žen, pro niž připravovala programy s duchovním a kulturním obsahem. Také založila poradnu pro mladé matky, v níž mohly dostat radu, jak pečovat o děti a plánovat čas v domácnosti, aby jim zbyl prostor pro sebevzdělávání.
V Praze I bydlela rodina Čapkových na adrese Karlova 8, kde i k roku 2024 sídlí Náboženská společnost českých unitářů. Na téže adrese také Mája provozovala vegetariánskou stravovnu.
Udržovala styky se zahraničními unitáři, zúčastnila se též mezinárodních kongresů unitářů a náboženských liberálů. Byla spoluautorkou tzv. Květinové slavnosti, která je dnes společným symbolickým obřadem ve světě působících unitářů. Roku 1928 přeložila české národní pohádky do angličtiny.
Po mnichovské dohodě působila v Československém červeném kříži a v organizaci České srdce. V únoru 1939 se vrátila do USA, kde žil syn Lubor a další příbuzní. Během války byl pak její manžel v březnu 1941 zatčen gestapem a v říjnu 1942 zabit v Dachau. O jeho smrti se ovšem dozvěděla až po osvobození Československa.
V USA byla nejdříve administrativní sílou v AUA (American Unitarian Association) a později unitářskou reverendkou v New Bedfordu v Massachusetts (1940–1943). Od roku 1944 působila v organizaci UNRRA v Egyptě, kde v pouštním táboře u Káhiry pomáhala válečným uprchlíkům. Po návratu do ČSR vnímala zásadně změněné politické poměry, a proto zbytek života dožila v USA.

## Dílo

### Překlad
- The Wise Jeweler and Other Tales from Czechoslovakia – [Božena Němcová, K. J. Erben, B. M. Kulda, M. Miklíček] translated by Madame Norbert F. Čapek, illustrated by Cyril Bouda. Prague: Bedřich Kočí, 1928